# Сенчак при Јуршинцих
Сенчак при Јуршинцих (словен. Senčak pri Juršincih) је насељено место у општини Јуршинци, Подравска регија, Словенија.

## Историја
До територијалне реорганизације у Словенији био је у саставу старе општине Птуј.

## Становништво
У попису становништва из 2011. године, Сенчак при Јуршинцих је имао 104 становника.
| Број становника према пописима | Број становника према пописима | Број становника према пописима |
| ------------------------------ | ------------------------------ | ------------------------------ |
| 1991                           | 2002                           | 2011                           |
| 106                            | 92                             | 104                            |

Напомена: До 1955. исказивано под именом Сенчак.